# Хэнсон, Кёртис
Кёртис Ли Хэнсон (англ. Curtis Lee Hanson) (24 марта 1945 — 20 сентября 2016) — американский кинорежиссёр, сценарист и продюсер. Более всего известен по таким фильмам, как «Рука, качающая колыбель», «Секреты Лос-Анджелеса», «Восьмая миля».

## Биография
Родился в Рино (Невада) и вырос в Лос-Анджелесе в семье агента по недвижимости и учителя. После школы он стал работать независимым фотографом и редактором журнала о кино.
В 1970 году вместе с Генри Розембайном пишет сценарий к фильму «Ужас в Данвиче». В 1973 году пишет сценарий к фильму «Сладкое убийство», впоследствии выступает в качестве режиссёра.
В 1990-х снимал кассово успешные фильмы «Рука, качающая колыбель» (1992), «Дикая река» (1994) и замеченный критиками фильм «Секреты Лос-Анджелеса». Последний фильм был номинирован на девять «Оскаров», включая «лучший фильм» и «лучшую режиссуру», но выиграл всего две премии — за «лучший адаптированный сценарий» и «лучшую актрису второго плана» (Ким Бейсингер).

## Фильмография
- 1973 — Сладкое убийство
- 1983 — Теряя это
- 1986 — Окно спальни
- 1990 — Дурное влияние
- 1992 — Рука, качающая колыбель
- 1994 — Дикая река
- 1997 — Секреты Лос-Анджелеса
- 2000 — Вундеркинды
- 2002 — 8 миля
- 2005 — Подальше от тебя
- 2007 — Везунчик
- 2011 — Крах неприемлем: спасая Уолл-стрит
- 2012 — Покорители волн